# Katholieke Kerk in Turkije

Turkije

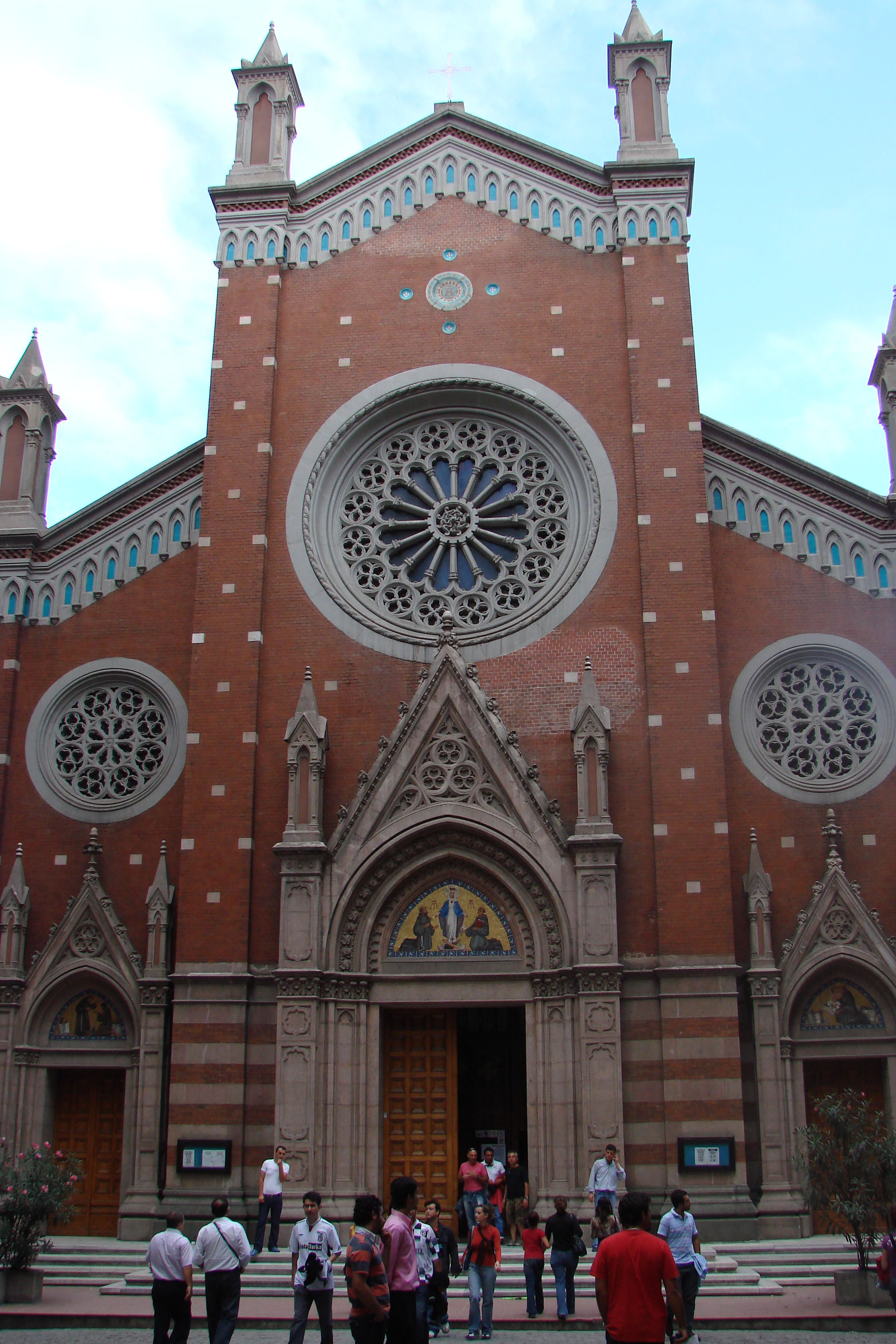
De Sint-Antoniuskathedraal te Istanbul

De Katholieke Kerk in Turkije maakt deel uit van de wereldwijde Katholieke Kerk, onder het leiderschap van de paus en de Curie.

## Geschiedenis
In de eerste eeuwen was het huidige Turkije een bloeiend kerkelijk gebied onder de leiding van Constantinopel.
De katholieken van Armeense, Chaldeeuwse, Byzantijnse en Latijnse ritus hebben ieder hun eigen hiërarchie.
In 1868 werd een nuntiatuur in het Ottomaanse Rijk ingericht. Apostolisch nuntius voor Turkije is aartsbisschop Marek Solczyński, die ook nuntius is voor Azerbeidzjan en Turkmenistan. Zijn residentie is gevestigd in Ankara (Turkije).
De katholieke gemeenschap was geschokt toen Andrea Santoro († 2006), een Italiaans missionaris die 10 jaar in Turkije had gewerkt, neegeschoten werd in zijn kerk in de buurt van de Zwarte Zee.  Paus Benedictus XVI bezocht Turkije in november 2006.  Op 6 juni 2010 werd bisschop Luigi Padovese, apostolisch vicaris van Turkije, door zijn waarschijnlijk psychopathische chauffeur vermoord.
De Katholieke Kerk in Turkije kent geen opleidingsinstituten voor priesters. De in Turkije werkzame priesters zijn in het buitenland opgeleid. Van de 61 priesters in het land behoren er 50 tot een congregatie en zijn niet afkomstig uit Turkije. De Katholieke Kerk heeft in Turkije geen juridische status.

## Indeling

### Latijnse ritus
Kerkprovincie İzmir:

Aartsbisdom İzmir
Apostolisch vicariaat Anatolië
Apostolisch vicariaat Istanbul

Immediata:
- Apostolisch vicariaat Anatolië
- Apostolisch vicariaat Istanbul

- Aartsbisdom İzmir
- Apostolisch vicariaat Anatolië
- Apostolisch vicariaat Istanbul

### Armeense liturgie
- Aartseparchie Istanbul: ca. 3.500 katholieken, 10 parochies

### Chaldeeuwse liturgie
- Aartseparchie Diyarbakır (zetel in Beyoğlu): ca. 6.000 katholieken, 9 parochies

### Byzantijnse liturgie
- Apostolisch Exarchaat Istanbul: ca. 25 katholieken, 1 priester

### West-Syrische liturgie
- Patriarchaal Exarchaat Turkije: ca. 2.000 katholieken, 3 parochies